# Chester Gould
Chester Gould (* 20. November 1900 in Pawnee; † 11. Mai 1985) war ein US-amerikanischer Comiczeichner. Er wurde mit der realistisch gezeichneten Kriminalserie um den Polizeiinspektor Dick Tracy bekannt, die er von 1931 bis 1977 zeichnete.

## Werdegang
Chester Gould wuchs in Pawnee auf, beendete die Schule und studierte auf der Oklahoma State University. Er wechselte zur Northwestern University und beendete sein Studium dort 1923.
Seine erste zeichnerische Anstellung erhielt er als Sportzeichner bei Tageszeitungen. Ab 1923 zeichnete er für die Chicago American, die zum Unternehmen William Randolph Hearsts gehörte. Dort veröffentlichte er 1924 seine ersten Comics Radio Lanes und Fillum Fables.
Gould bot Joseph Medill Patterson, dem Inhaber der Chicago Tribune, 1931 den Comic-Strip Plainclothes Tracy an, der unter dem Titel Dick Tracy ab Oktober des gleichen Jahres veröffentlicht wurde.

## Stil
Die Zeichnungen von Chester Gould sind geprägt von harten Kontrasten, da Gould weitgehend auf Schraffuren und Grautöne verzichtete. Der Kampf gegen das Verbrechen ist bei Gould brutal, nicht nur die Verbrecher werden erschossen, durch Säure verletzt oder von Hochhäusern gestürzt, auch der Held selbst bleibt bei seinen Abenteuern nicht unversehrt und muss Schussverletzungen und Knochenbrüche einstecken. Die Verbrecher tragen hässliche Gesichtszüge oder Namen, die von hinten gelesen ihre wahre Bedeutung preisgeben (Junky Doolb, Professor Emric). Gould versuchte durch die Lektüre von Polizeiberichten und Erkenntnissen aus dem Polizeilabor die Arbeit Dick Tracys möglichst realitätsnah darzustellen, gleichzeitig stattete er seinen Helden mit Hilfsmitteln wie einem Funkgerät an einer Armbanduhr aus, die die Geschichten in eine fiktive Umgebung mit eigenen Regeln verlagerten. Gould versuchte immer wieder, die Comics mit surrealen Elementen zu spicken, was nicht immer akzeptiert wurde. Eine Folge, in der er Dick Tracy mit einem Radiergummi eine Wand entfernen lassen wollte, wurde von Patterson nicht zur Veröffentlichung zugelassen.

## Auszeichnungen
Gould erhielt 1959 und 1977 den Reuben Award für seine Arbeit.